# (6275) Kiryu
(6275) Kiryu est un astéroïde de la ceinture principale.

## Description
(6275) Kiryu est un astéroïde de la ceinture principale. Il fut découvert le 14 novembre 1993 à Oizumi par Takao Kobayashi. Il présente une orbite caractérisée par un demi-grand axe de 2,90 UA, une excentricité de 0,01 et une inclinaison de 2,5° par rapport à l'écliptique.

## Compléments